# Іскрово (Полєський район)
Іскрово (рос. Искрово) — селище Полєського району, Калінінградської області Росії. Входить до складу Залісовського сільського поселення.
Населення —  34 особи (2015 рік). 

## Населення
| 2002 | 2010 |
| ---- | ---- |
| 42   | ↘34  |